# Yaroslav Hrytsak
Yaroslav Hrytsak ou Iaroslav Grytsak ou Jaroslav Gricak (en ukrainien: Ярослав Грицак, en polonais: Jarosław Hrycak, né le 1er janvier 1960 à Dovhe, près de Stryï, oblast de Lviv) est un historien ukrainien, directeur de l'Institut des recherches historiques de l'université de Lviv.

## Biographie
Il a fait ses études à l'université de Lviv en 1977—1982.
Il est doktor nauk de l'Académie nationale des sciences d'Ukraine en 1996 et rédacteur en chef du journal Україна модерна, membre de la rédaction des journaux Ab Imperio, Український гуманітарний огляд et Критика.
Il est également professeur et directeur du département d'histoire à l'université catholique ukrainienne de Lviv et professeur invité à l'université d'Europe centrale à Budapest.
Ses études portent sur l'histoire de l'Ukraine, notamment sur l’émergence de l'identité ukrainienne. Son regard critique sur l'histoire du nationalisme ukrainien lui a valu des critiques de certains ultra-nationalistes. Sur le plan politique, il se positionne comme un partisan de la gauche et des modèles sociaux-démocrates occidentaux.
Il est aussi connu pour son ouvrage sur la jeunesse d'Ivan Franko, qui explique le contexte politique et culturel de la Galicie du XIXe siècle, ce qui lui a valu le plus prestigieux prix littéraire ukrainien.

## Distinctions
- Prix de l'American Council of Learned Societies (2003)
- Prix de la Fondation Antonovitch (2007)
- Médaille de la République de Pologne Bene Merito (2009)
- Prix Anton-Gindely de la culture et d'histoire de l'Europe centrale, orientale et méridionale (Anton Gindely-Preis für Kultur und Geschichte Mittel, - Ost- und Südosteuropas) décerné par Institut für den Donauraum und Mitteleuropa (Vienne, 2010)